# André Dubois (peintre)
Pour les articles homonymes, voir André Dubois (homonymie) et Dubois.
André Dubois est un historien de l'art, collectionneur d'art et peintre lyonnais. Il est né à Thizy en 19 février 1931 et est mort à Bron le 25 mars 2004. Il est l'historiographe d'Albert Gleizes et du groupe d'artistes et d'artisans que ce dernier a fondé à Moly-Sabata. À sa mort, il fit un don important de sa collection au musée des Beaux-Arts de Lyon.

## Biographie
André Dubois est né à Thizy et son enfance est mal connue. En 1949, à 18 ans, il suit des cours de dessin donné par Louis Charrat et il part à Bourges pour se former à la céramique à l’École des beaux-arts. En 1951, il rencontre Albert Gleizes et son épouse Juliette Roche-Gleizes qui lui font découvrir les poteries d'une de leur disciple, Anne Dangar. Il séjourne ensuite à Moly-Sabata, une maison d'artiste à Sablons.
Il part s'installer en 1954, à Paris, pour y suivre les cours de l'École du Louvre. Il voulut alors devenir conservateur de musée en province selon ses propres propos. Par nécessité, il dut devenir visiteur médical jusqu'en 1958, sans que ce métier le satisfasse. Il quitta tout cette année-là à cause de lourds ennuis de santé qui l'obligèrent de redescendre sur Lyon. Il ne repris ses études qu'au milieu des années 1960 à l'Institut de l'histoire de l'Art et devint notamment élève de Daniel Ternois.
Il devint, de 1972 à 1991, professeur d'histoire de l'art et des civilisations à l’École des beaux-arts de Lyon. Fortement impliqué dans la collection des œuvres des artistes lyonnais qu'il côtoie, il organise des expositions et prêtes ces œuvres dans plusieurs galeries. Maniaco-dépressif, il vit en permanence sous médication. Il décède en 2004 à Lyon. 

## Expositions
- Exposition personnelle à la Galerie Folklore de Marcel Michaud à Lyon[2]
- Proposition pour un jardin « Soleil dans la tête », 1960[2]
- Graphik aus Paris par Sens plastique, exposition du 18 mai au 9 juin 1961[2]
- Lille artistique 1957-1972 par l'Atelier de la Monnaie au palais des Beaux-Arts de Lille, exposition du 14 décembre 2007 au 15 mars 2008

## Œuvres
Œuvres graphiques
- Spirale cadencée, pierre noire et fusain signé, 64 × 49 cm, collection particulière
- titré en bas à droite, daté septembre 1987

Œuvre écrite
- "Anne Dangar et Moly Sabata, Les Sources chez Albert Gleizes" 1971, 92 p. édité par l'Association des amis d'Albert Gleizes